# POWER2
Il POWER2 era un microprocessore RISC a 32 bit progettato e prodotto da IBM. Il processore implementava il set di istruzioni dell'architettura Power e la sua prima realizzazione venne presentata nel settembre 1993 nella linea RS/6000. Il processore venne aggiornato e prodotto fino al 1998.

## Caratteristiche

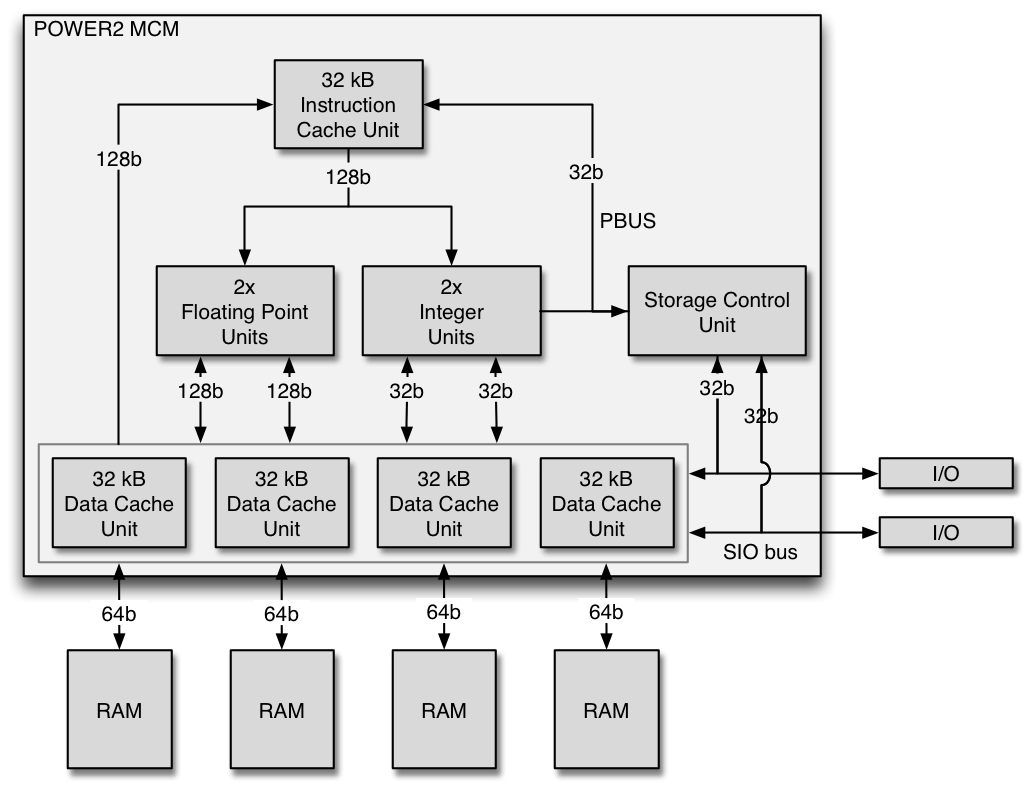
Schema dei chip che componevano il processore POWER2

Il POWER2 rispetto al precedente POWER1 aggiunse una seconda unità in virgola mobile e espanse la cache. La nuova FPU era in grado di eseguire due istruzioni del tipo moltiplica e somma ogni ciclo di clock su numeri a 64 bit. Una seconda unità per i numeri interi venne aggiunta al progetto. Il processore introdusse molte nuove istruzioni come le istruzioni per memorizzare una quad-word (128 bit), la radice quadrata gestita in hardware e istruzioni di conversione dai numeri in virgola mobile a interi. Come il predecessore era un processore multi-integrato infatti il processore era formato da 8 integrati.

## Modelli
Vennero prodotti modelli a 55, 66 e 71.5 MHz. Il processore gestiva l'esecuzione SMP e venne utilizzato questo processore in una macchina con 32 processori per creare Deep Blue il computer che nel 1997 sfido a scacchi il campione del mondo Garry Kasparov. Come per il POWER1 venne prodotta una versione del processore su singolo integrato, questa versione venne chiamata P2SC (POWER2 Super Chip).